# Horner Rennbahn
Horner Rennbahn eller Galopprennbahn Hamburg-Horn er beliggende i Horn i byen Hamborg i Tyskland. Den bruges til hestevæddeløb. Væddeløbsbanen blev bygget i 1869 og har plads til 50.000 tilskuere. Banen er vært for det årlige Deutsches Derby med distancer fra 1000 meter til 3600 meter.